# Їжак індійський
Їжак індійський (Paraechinus micropus) — вид їжаків з роду вухатих їжаків, родини їжакових. Поширені у Індії та Пакистані. Він широко розповсюджений в посушливих регіонах двох країн на висотних діапазонах від рівня моря до 700 м над рівнем моря. Найчастіше спостерігається серед чагарників.
Малого розміру і маси (довжина до 15 см, маса до 350 грам). Як і всі їжаки з роду вухатих їжаків має довгі вуха. Багато в чому комахоїдний, але харчується також жабами, ящірками і опалими плодами.
- ще є Індійський вухатий їжак